# Маєш і не маєш (роман)
«Маєш і не маєш» (англ. To Have and Have Not) — роман американського письменника Ернеста Гемінґвея. Опублікований 1937 року.
Головним героєм роману є Гаррі Морґан, капітан рибальського човна з Кі-Весту, Флорида. Гаррі по своїй суті — добрий чоловік, який через складні соціально-економічні умови був скутий лещатами безгрішшя, і змушений взятися за перевезення контрабанди між Кубою й Флоридою. Якось один клієнт при грошах (з тих, які «мають») обдурив Гаррі і втік, заборгувавши пристойну суму грошей за тиждень оренди рибальського човна. Після цього, аби звести кінці з кінцями й матеріально підтримати сім'ю, Гаррі приймає фатальне рішення — переправити китайських нелегальних мігрантів з Куби до Флориди. З того часу Гаррі починає регулярно перевозити різний нелегальний вантаж між цими двома країнами, починаючи з алкоголю, завершуючи кубинськими революціонерами. Велика депресія займає особливе місце в романі, вона є головним коренем зла, причиною жадоби й морального каліцтва бідних мешканців Кі-Весту (тих, які «не мають»), їх в романі зневажливо називають «конками».

## Передісторія та публікація
Роман виріс із трьох оповідань («Один з рейсів», — «Космополітен», квітень, 1933; «Повернення контрабандиста» — «Есквайр», лютий, 1936; останню, третю частину поспіхом написано перед від'їздом в Іспанію, лютий, 1937). Саме тоді був дописаний незвичайний для письменника фінал: «Людина сама не може…» Прототипом головного героя Гаррі Моргана певною мірою послужив Джо Рассел — сусіда-рибалка, у якого письменник кілька років фрахтував човен «Аніта» для риболовлі в Гольфстрімі.
Як художнє ціле роман цей значно відрізняється від попередньої великої прози Гемінґвея, а, може, й поступається їй де в чому — скажімо, в композиційній довершеності. Автор відходить у цьому романі і від звичної техніки письма: замість ліричної оповіді, яку веде близький письменникові герой, маємо ліро-епічний твір, кожну частину якого довірено оповідати іншій особі. І серед оповідачів — сам автор у невластивій йому доти ролі іронічного деміурга. І це закономірно, адже Гаррі Морган — не той герой, якому автор може довірити розповідь. Він сильний, мужній, але світ його обмежений і взаємини зі світом спрощені. На відміну від героя попередніх творів письменника, Гаррі Морган не може споглядати суспільство здаля. Силою обставин він вимушений постійно перебувати у стані боротьби зі світом, щоб вижити, щоб забезпечити існування — своє і своєї родини. Тому коли в «Фієсті» світ брався як щось таке, що існує само по собі, а в «Прощавай, зброє» автор подає його тільки через сприйняття героя, то в «Маєш і не маєш» світ наявний уже об'єктивно і герой вимушений контактувати з реальністю. Тому в цьому романі ми вперше в творчості письменника зустрічаємось з американською дійсністю 30-х років. Подана вона дуже критично: злиденне життя рибалок Флориди, трагедія ветеранів війни, яку письменник раніше гнівно висвітлив у статті «Хто вбив ветеранів війни у Флориді», розбещеність і марність життя багатіїв, фальшивий світ модного курорту… Все побудоване на підкреслених контрастах, і голос автора густо забарвлений іронією і жалем.

## Сюжет
Квінтесенцією книги, її ідейним центром стають передсмертні слова героя. Запеклий індивідуаліст, котрий вірить тільки в себе, навчений трагедією власного життя, доходить висновку: «Людина сама не може. Людина сама нічого не може… Хоч би як старалась, людина нічого, нічогісінько, ані біса не може сама одна… Він витратив багато часу на те, щоб сказати це, і витратив усе життя на те, щоб це зрозуміти…»
Вихід роману «Маєш і не маєш» ознаменував не тільки кінець кризового періоду в творчості Гемінґвея, а й показав, що у світосприйманні письменника відбулися докорінні зміни. Замість трагічної самозаглибленості героя, який відкидає вовчі закони суспільства і будь-що намагається зберегти внутрішні моральні цінності, з'являється активна позиція учасника подій, діяльного члена людської спільності. Це особливо відчутним стає в наступні роки — в іспанську епопею письменника.

## Екранізації
Роман «Маєш і не маєш» тричі екранізували в Голівуді.
Першу екранізацію було здійснено Говардом Гоуксом 1944 року (у ролях: Гамфрі Боґарт та Лорен Беколл). Щоб позбутися певних марксистських натяків, сюжет фільму було суттєво змінено, а дію перенесено до Мартиніки часів режиму Віші. Гоукс та Гемінґвей працювали над сценарієм разом. Саме цю екранізацію найбільш схвально сприйняли кінокритики та глядачі.
Друга екранізація — «Переломний момент» (1950) Майкла Кертіса (у ролях: Джон Ґарфілд, Патриція Ніл). Це найближча до оригіналу версія, з різницею в тому, що дія відбувається вже у південній Каліфорнії, і Ґарфілд тут — колишній капітан човна.
Третя екранізація — «Продавці зброї» (1958) Дона Сіґела (з Оді Мерфі та Еверетт Слоун у головних ролях).